# 131-ша окрема мотострілецька бригада (РФ)
131-ша окрема мотострілецька Краснодарська Червонопрапорна орденів Кутузова та Червоної Зірки Кубанська козацька бригада — мотострілецька бригада Сухопутних військ Збройних сил Російської Федерації.
Створена в 1992 році на базі 9-ї мотострілецької Краснодарської Червонопрапорної орденів Кутузова та Червоної Зірки дивізії імені Верховної Ради Грузинської ССР.
Скорочена назва, у службових (робочих) документах — 131 омсбр.
У 2009 році 131-ша окрема мотострілецька бригада переформована в 7-у військову Краснодарську Червонопрапорну орденів Кутузова та Червоної Зірки базу з пунктом постійної дислокації в місті Гудаута, Республіка Абхазія.

## Історія бригади
Хронологія формувань сполуки:
- 1918—1921 — 9-та стрілецька дивізія;
- 1921—1922 — 1-ша Кавказька стрілецька бригада і 2-а Кавказька стрілецька бригада;
- 1922—1931 — 1-ша Кавказька стрілецька дивізія;
- 1931—1936 — 1-ша гірсько-стрілецька дивізія;
- 1936—1943 — 9-та гірсько-стрілецька дивізія;
- 1943—1946 — 9-та пластунська стрілецька дивізія;
- 1946—1949 — 9-та гірсько-стрілецька дивізія;
- 1954—1957 — 9-та стрілецька дивізія;
- 1957—1964 — 80-та мотострілецька дивізія;
- 1964—1992 — 9-та мотострілецька дивізія.

На виконання директиви Генерального штабу ЗС Росії № 14/2887/73 від 12 вересня 1992 року на основі 9-ї мсд була сформована 131-ша окрема мотострілецька Краснодарська Червонопрапорна, орденів Кутузова та Червоної Зірки Кубанська козацька бригада. З 1996 року — 131-ша мотострілецька Краснодарська Червонопрапорна, орденів Кутузова та Червоної Зірки Кубанська козацька бригада.
Склад:
- 526-ий окремий мотострілецький батальйон;
- 527-ий окремий мотострілецький батальйон, командир майор Руслан Водождок;
- 529-ий окремий мотострілецький батальйон;
- 558-ий окремий мотострілецький батальйон;
- 9-ий окремий танковий батальйон;
- 95-ий окремий гаубичний самохідний артилерійський дивізіон;
- 108-ий окремий гаубичний самохідний артилерійський дивізіон;
- 109-ий окремий протитанковий артилерійський дивізіон;
- 110-ий окремий зенітний ракетний дивізіон;
- 114-ий окремий зенітний ракетний артилерійський дивізіон;
- батальйон зв'язку;
- батальйон матеріального забезпечення;
- розвідувальна рота;
- інженерно-саперна рота;
- рота хімічного та бактеріологічного захисту;
- медична рота;
- взвод управління начальника ППО;
- взвод управління начальника розвідки;
- комендантський взвод;
- полігон;
- оркестр.

### Перша російсько-чеченська війна

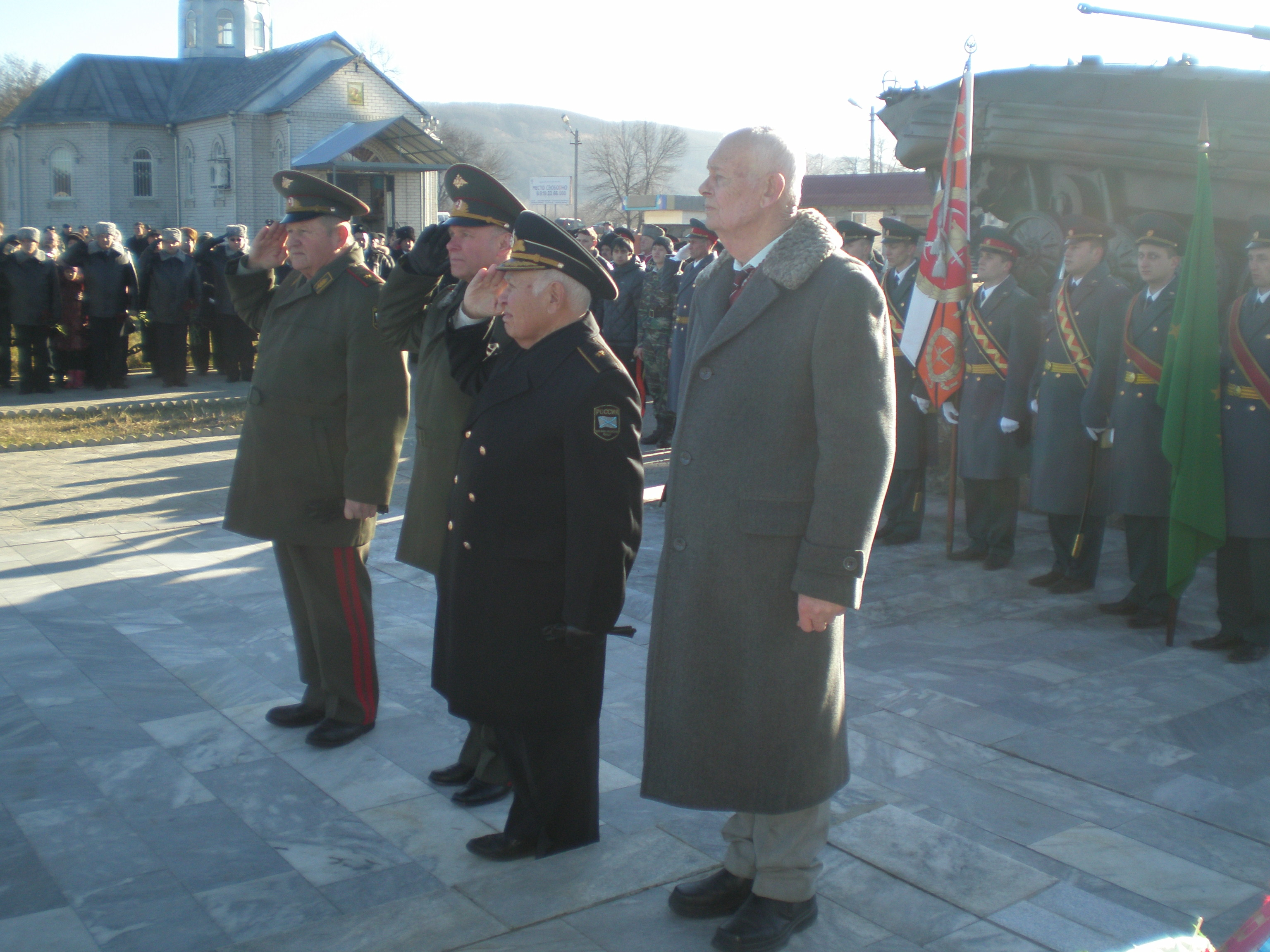
День пам'яті загиблих у локальних конфліктах біля Пам'ятника воїнам бригади. Генерали Дорофєєв А. А., Колягін Ю. Н., Тхагапсов М. М., Щепін Ю. Ф., Майкоп, 2 січня 2013 року.

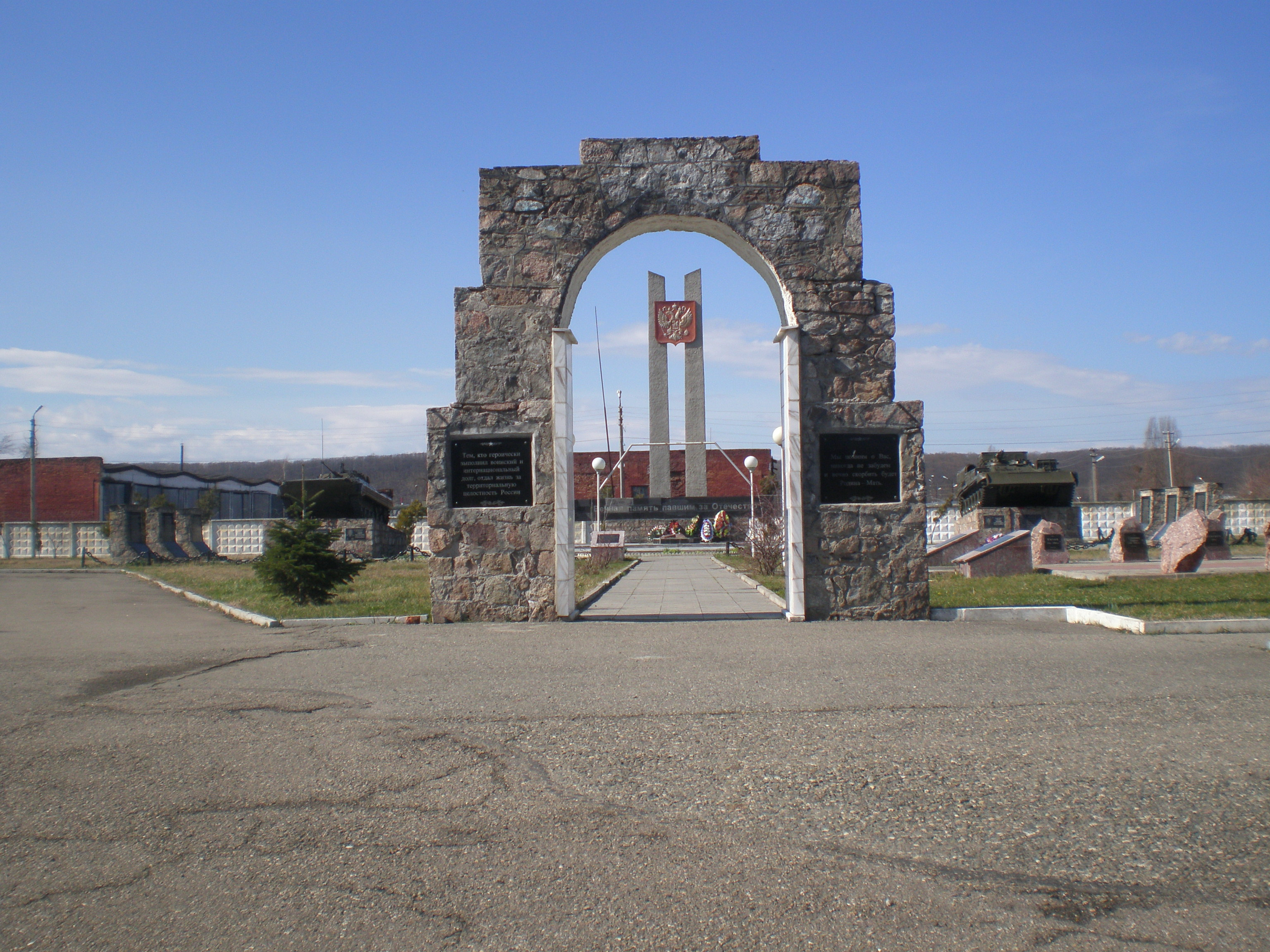
Меморіал воїнам, які загинули в локальних конфліктах. Майкоп, березень 2013 року. Адигея.

Під час Першої чеченської війни у 1994—1996 роках. 131-ша окрема мотострілецька бригада на початку грудня 1994 року отримала наказ прибути до Чеченської Республіки для операції з роззброєння незаконних формувань. Після прибуття до місця призначення в районі грозненського аеропорту «Північний» бригада отримала завдання зайняти рубіж річкою Нафтянкою та забезпечувати прохід у місто штурмових загонів та інших частин північного угрупування федеративних військ.
Проте о 11:00 31 грудня 1994 року генералом К. Б. Пуліковським перед бригадою було поставлено нове завдання — зведеним загоном бригади увійти до міста та захопити залізничний вокзал. Зведений загін під командуванням полковника Івана Савіна вийшов до порожнього вокзалу, і до 13:00 31 грудня 1994 повністю виконав бойове завдання, з'єднавшись з підрозділами (мотострілковий батальйон і танкова рота) 81-го мотострілецького полку. О 19:00 зведений загін був атакований великими силами бойовиків і продовжував утримувати вокзал у повному оточенні, очікуючи на підкріплення інших частин та з'єднань. Під час бою підрозділи бригади зазнали значних втрат: бригада втратила 157 осіб (з них 24 — офіцери бригади). Бригада втратила 22 танки, 45 БМП, 7 автомобілів і всі 6 ЗРПК «Тунгуска» зенітного дивізіону.
У бою загинув командир бригади полковник Іван Савін.
Командувач угрупуванням федеральних сил у Чечні — генерал-лейтенант Пуліковський: Бригадою командували:
- Перший командир бригади — полковник Чирков Віктор Петрович.
- полковник І. А. Савін
- полковник В. А. Мулін
- полковник Караогланян О. В.